# Urban Plotzke
Urban Plotzke (* 13. April 1907 in Stettin; † 20. November 1983 in Düsseldorf-Heerdt) war ein deutscher Dominikaner und Kölner Domprediger.

## Leben
Urban M. Plotzke wuchs in einer katholischen Familie in Stettin auf. Sein Taufname war Werner. Er war Sohn des Postinspektors Felix Plotzke und dessen Ehefrau Ludmilla. Nach dem Abitur trat er 1926 in den Dominikaner-Orden ein und legte am 15. September 1927 die Profess ab. Zwei seiner Brüder waren ebenfalls Dominikaner. Darunter der Künstler Wolfram Plotzke OP. Am 29. Juli 1932 wurde er zum Priester geweiht. Er war zunächst Magister der Studenten an der Hochschule der Dominikaner in Walberberg. Während des Krieges übernahm er als Pfarrrektor die neu gegründete St. Thomas-Pfarrei in Düsseldorf. In dieser Zeit war er als regimekritischer Prediger bekannt, wurde aber im Gegensatz zu anderen Dominikanern seines Klosters nicht verhaftet. 1948 wurde er Pfarrkurat an der Kuratie St. Paulus in Berlin-Moabit. Am 1. November 1950 übertrug das Kölner Domkapitel ihm das Amt des Dompredigers. Gleichzeitig unterrichtete er in Walberberg die Fächer Homiletik und Pastoral. Er war Prior in Niederlassungen seines Ordens in Köln und Düsseldorf. Seine Haupttätigkeit war die Predigt und die Predigtpublikation.
Er starb im Dominikuskrankenhaus in Düsseldorf-Heerdt. Seine Grabstätte befindet sich auf dem Südfriedhof.

## Veröffentlichungen (Auswahl)
- Sprache des Herzens, Morus-Verlag – 1949
- Gebot und Leben: Geistliche Reden über die Bergpredigt, Köln, Verlag Bachem, – 1954
- Die goldene Kette, Morus-Verlag – 1955
- Jesus unter Menschen, Frankfurt – 1958
- Not und Gnade der Freiheit, Frankfurt – 1963
- Aller Glauben ist Wagnis, Frankfurt – 1963